# Гіас
Гіас (грец. Hyas) — міфологічний персонаж, брат Гіад. За легендою загинув під час полювання.
Його вбив кабан або лев, сестри плакали по ньому і померли від сліз, ставши зоряним скупченням. Згідно з Овідієм, його вбила лівійська левиця.  Згідно з Гесіодом, його вбила змія, коли він полював у Лівії .